# Aloys Nong
Aloys Nong (Douala, 16 oktober 1983) is een voormalig voetballer uit Kameroen die als aanvaller speelde. Hij kwam onder meer uit voor Club Luik, CS Visé, FC Brussels, KV Kortrijk, KV Mechelen en Levante UD.
Nong werd sinds januari 2005 door FC Brussels uitgeleend aan KV Kortrijk. De spits blesseerde zich in augustus 2006 echter tijdens de bekerpartij tegen Nieuwkerken en miste zo de start van het seizoen 2006-07. Hij maakte zijn comeback op de zevende speeldag tegen KVK Tienen, maar herviel in die wedstrijd. Op de 10e en de 11e speeldag mocht hij twee keer invallen. Ook op de 12e en 13e speeldag mocht hij invallen tegen KSK Ronse en RE Virton en scoorde hij ook in elke partij een doelpunt. Tegen KVSK United stond hij voor de eerste keer in de basis. De rest van het seizoen ging hij vrolijk door met scoren, wat hem een transfer naar KV Mechelen opleverde. In de eindronde scoorde hij nog tegen KV Mechelen, wat hen (en dus hem) bijna de promotie naar eerste klasse kostte.
In 2009 verlengde hij zijn contract tot 2013 ondanks concrete interesse van Racing Genk. Op 31 augustus 2010 tekent hij een contract bij Standard Luik, dat 1,25 miljoen euro voor hem neertelt. Het leent bovendien Christian Benteke voor 1 seizoen uit. Hij werd samen met Mohammed Tchité, die na zijn vorige Standard-periode bij RSC Anderlecht en Racing Santander aan de slag was, en Mbaye Leye (ex-AA Gent en ex-Zulte Waregem) op de laatste dag van de transferperiode gehaald. Hij speelde een sterk Play-Off met Standard in het seizoen 2010-2011. Het volgende seizoen kwam hij echter niet meer aan spelen toe met de dominante Tchité voorin. In de wintertransfer boden zich dan ook vele clubs aan zoals KVC Westerlo, STVV, Zulte Waregem, Sporting Lokeren en zijn ex-club KV Mechelen. Nong verraste echter door een contract tot 2015 te tekenen bij promovendus Bergen.
Nong speelde nog in Spanje en in Iran.
| seizoen | club                | land   | competitie         | wed. | goals |
| ------- | ------------------- | ------ | ------------------ | ---- | ----- |
| 2002-03 | CS Visé             | België | Tweede klasse      | 11   | 8     |
| 2002-03 | FC Luik             | België | Tweede klasse      | 16   | 4     |
| 2003-04 | Wezet               | België | Tweede klasse      | 16   | 6     |
| 2003-04 | FC Brussels         | België | Tweede klasse      | 16   | 2     |
| 2004-05 | FC Brussels         | België | Jupiler League     | 14   | 0     |
| 2004-05 | KV Kortrijk         | België | Tweede klasse      | 15   | 10    |
| 2005-06 | KV Kortrijk         | België | Tweede klasse      | 29   | 12    |
| 2006-07 | KV Kortrijk         | België | Tweede klasse      | 23   | 14    |
| 2007-08 | KV Mechelen         | België | Eerste klasse      | 30   | 13    |
| 2008-09 | KV Mechelen         | België | Eerste klasse      | 8    | 0     |
| 2009-10 | KV Mechelen         | België | Jupiler League     | 25   | 8     |
| 2009-10 | KV Mechelen         | België | Play-Off II A      | 6    | 1     |
| 2010-11 | KV Mechelen         | België | Jupiler League     | 5    | 2     |
| 2010-11 | Standard Luik       | België | Jupiler League     | 12   | 0     |
| 2010-11 | Standard Luik       | België | Play-Off I         | 10   | 4     |
| 2011/12 | Standard Luik       | België | Jupiler League     | 6    | 1     |
| 2011/12 | RAEC Mons           | België | Jupiler League     | 8    | 0     |
| 2011/12 | RAEC Mons           | België | Play-Off II        | 8    | 0     |
| 2012/13 | RAEC Mons           | België | Jupiler League     | 30   | 9     |
| 2013/14 | Levante UD          | Spanje | Primera División   | 6    | 0     |
| 2013/14 | → Recreativo Huelva | Spanje | Segunda División A | 12   | 1     |
| 2014/15 | Foolad FC           | Iran   | Iran Pro League    | 14   | 9     |
| 2015/16 | Naft Tehran FC      | Iran   | Iran Pro League    | 12   | 4     |
| 2015/16 | Tractor Sazi FC     | Iran   | Iran Pro League    | 7    | 3     |
| 2016/17 | Esteghlal Khuzestan | Iran   | Iran Pro League    | 12   | 2     |
| 2017/18 | Pars Jam Bushehr    | Iran   | Iran Pro League    | 14   | 4     |
| 2017/18 | Saipa FC            | Iran   | Iran Pro League    | 3    | 0     |
|         |                     |        | Totaal             | 364  | 117   |